# A Ferencvárosi TC 1974–1975-ös szezonja
A Ferencvárosi TC 1974–1975-ös szezonja szócikk a Ferencvárosi TC első számú férfi labdarúgócsapatának egy szezonjáról szól, mely összességében és sorozatban is a 74. idénye volt a csapatnak a magyar első osztályban. A klub fennállásának ekkor volt a 76. évfordulója.

## Mérkőzések
| Színmagyarázat | Színmagyarázat |
| -------------- | -------------- |
|                | Győzelem.      |
|                | Döntetlen.     |
|                | Vereség.       |

### KEK
1. forduló
| 1974. szeptember 18. |

| Ferencváros               | 2 – 0               | Cardiff City |
| ------------------------- | ------------------- | ------------ |
| Nyilasi 15' Szabó II. 80' | (1 – 0) Jegyzőkönyv |              |

| Üllői út, Budapest Nézőszám: 25 000 Játékvezető: Josef Bucek (osztrák) |

| 1974. október 2. |

| Cardiff City | 1 – 4               | Ferencváros                                             |
| ------------ | ------------------- | ------------------------------------------------------- |
| Dwyer 82'    | (0 – 0) Jegyzőkönyv | Takács 51' Szabó II. 58' Pusztai 64' Máté 90' Mucha 30' |

| Ninian Park, Cardiff Nézőszám: 7 500 Játékvezető: Francis Rion (belga) |

2. forduló
| 1974. október 23. 20:30 |

| Liverpool FC           | 1 – 1               | Ferencváros                      |
| ---------------------- | ------------------- | -------------------------------- |
| Keegan 37' Cormack 80' | (1 – 0) Jegyzőkönyv | Máté 90+2' Bálint 33' Takács 89' |

| Anfield Stadion, Liverpool Nézőszám: 40 000 Játékvezető: Pablo Sánchez Ibáñez (spanyol) |

| 1974. november 5. |

| Ferencváros | 0 – 0               | Liverpool FC           |
| ----------- | ------------------- | ---------------------- |
| Kelemen 87' | (0 – 0) Jegyzőkönyv | Kennedy 42' Keegan 89' |

| Üllői út, Budapest Nézőszám: 30 000 Játékvezető: René Vigliani (francia) |

- Idegenben lőtt góllal a Ferencváros jutott tovább.

Negyeddöntő
| 1975. március 5. |

| Malmö FF                                  | 1 – 3               | Ferencváros                              |
| ----------------------------------------- | ------------------- | ---------------------------------------- |
| Sjöberg 90' Kristensson 22' Andersson 57' | (0 – 1) Jegyzőkönyv | Nyilasi 12' Jönsson 54' (öngól) Máté 57' |

| Malmö Stadion, Malmö Nézőszám: 7 000 Játékvezető: Marques Lobo (portugál) |

| 1975. március 19. |

| Ferencváros                     | 1 – 1               | Malmö FF                                |
| ------------------------------- | ------------------- | --------------------------------------- |
| Máté 49' Juhász 51' Nyilasi 63' | (0 – 1) Jegyzőkönyv | Sjöberg 18' Larsson 63′ Kristensson 76' |

| Üllői út, Budapest Nézőszám: 30 000 Játékvezető: Hilmi Ok (török) |

Elődöntő
| 1975. április 9. |

| Ferencváros                | 2 – 1               | Crvena zvezda                                   |
| -------------------------- | ------------------- | ----------------------------------------------- |
| Branikovits 44' Magyar 77' | (1 – 0) Jegyzőkönyv | Savić 55' Petrović 44' Novković 80' Nikolić 87' |

| Népstadion, Budapest Nézőszám: 55 000 Játékvezető: Nicolae Rainea (román) |

| 1975. április 23. |

| Crvena zvezda                          | 2 – 2               | Ferencváros                                                       |
| -------------------------------------- | ------------------- | ----------------------------------------------------------------- |
| Keri 50' 7' Filipović 75' Petrović 29' | (0 – 1) Jegyzőkönyv | Pusztai 7' Megyesi 80' (11-esből) Géczi 48' Bálint 70′ Magyar 71' |

| Crvena zvezda Stadion, Belgrád Nézőszám: 110 000 Játékvezető: Walter Eschweiler (német) |

Döntő
| 1975. május 14. 20:15 |

| Gyinamo Kijev                 | 3 – 0             | Ferencváros |
| ----------------------------- | ----------------- | ----------- |
| Oniscsenko 18' 39' Blohin 67' | (2 – 0) Részletek |             |

| St. Jakob-Stadion, Bázel Nézőszám: 10 897 Játékvezető: Robert Davidson (skót) |

### NB 1 1974–75

#### Őszi fordulók
| 1. forduló 1974. augusztus 31. |

| Ferencváros                         | 3 – 1               | Csepel SC    |
| ----------------------------------- | ------------------- | ------------ |
| Nyilasi 36' Kelemen 53' Pusztai 83' | (1 – 1) Jegyzőkönyv | Szurgent 31' |

| Üllői út, Budapest Nézőszám: 20 000 Játékvezető: Petri Sándor (magyar) |

| 2. forduló 1974. szeptember 4. |

| Pécsi MSC | 1 – 1               | Ferencváros |
| --------- | ------------------- | ----------- |
| Kiss 5'   | (1 – 1) Jegyzőkönyv | Martos 22'  |

| PMFC Stadion, Pécs Nézőszám: 10 000 Játékvezető: Marton László (magyar) |

| 3. forduló 1974. szeptember 6. |

| Ferencváros | 1 – 1               | Budapesti Honvéd |
| ----------- | ------------------- | ---------------- |
| Bálint 7'   | (1 – 1) Jegyzőkönyv | Bartos 42'       |

| Népstadion, Budapest Nézőszám: 50 000 Játékvezető: Müncz György (magyar) |

| 4. forduló 1974. szeptember 11. |

| Haladás VSE | 0 – 1               | Ferencváros |
| ----------- | ------------------- | ----------- |
|             | (0 – 1) Jegyzőkönyv | Bálint 8'   |

| Rohonci úti stadion, Szombathely Nézőszám: 15 000 Játékvezető: Emsberger Gyula (magyar) |

| 5. forduló 1974. szeptember 14. |

| Ferencváros       | 2 – 3               | Videoton                   |
| ----------------- | ------------------- | -------------------------- |
| Szabó II. 35' 48' | (1 – 2) Jegyzőkönyv | Nyitrai 31' Tieber 33' 56' |

| Üllői út, Budapest Nézőszám: 30 000 Játékvezető: Mohácsi Lajos (magyar) |

| 6. forduló 1974. szeptember 21. |

| Vasas | 0 – 4               | Ferencváros                                      |
| ----- | ------------------- | ------------------------------------------------ |
|       | (0 – 0) Jegyzőkönyv | Szabó II. 49' Pusztai 73' Kelemen 84' Bálint 89' |

| Népstadion, Budapest Nézőszám: 40 000 Játékvezető: Palotai Károly (magyar) |

| 7. forduló 1974. szeptember 25. |

| Ferencváros                                         | 6 – 1               | Rába ETO  |
| --------------------------------------------------- | ------------------- | --------- |
| Szabó II. 17' 42' 81' 86' 88' Bálint 34' (11-esből) | (3 – 1) Jegyzőkönyv | Stolcz 4' |

| Üllői út, Budapest Nézőszám: 15 000 Játékvezető: Petri Sándor (magyar) |

| 8. forduló 1974. október 5. |

| MTK | 0 – 0               | Ferencváros |
| --- | ------------------- | ----------- |
|     | (0 – 0) Jegyzőkönyv |             |

| Népstadion, Budapest Nézőszám: 10 000 Játékvezető: Emsberger Gyula (magyar) |

| 9. forduló 1974. október 9. |

| Ferencváros | 1 – 3               | Újpesti Dózsa                 |
| ----------- | ------------------- | ----------------------------- |
| Nyilasi 15' | (1 – 1) Jegyzőkönyv | Nagy 34' Bene 74' Fazekas 78' |

| Népstadion, Budapest Nézőszám: 45 000 Játékvezető: Halász Mihály (magyar) |

| 10. forduló 1974. október 19. |

| Ferencváros        | 2 – 1               | Diósgyőr       |
| ------------------ | ------------------- | -------------- |
| Máté 8' Bálint 66' | (1 – 1) Jegyzőkönyv | Horváth A. 40' |

| Üllői út, Budapest Nézőszám: 10 000 Játékvezető: Müncz György (magyar) |

| 11. forduló 1974. október 26. |

| Salgótarjáni BTC | 0 – 0               | Ferencváros |
| ---------------- | ------------------- | ----------- |
|                  | (0 – 0) Jegyzőkönyv |             |

| Salgótarján Nézőszám: 7 000 Játékvezető: Marton László (magyar) |

| 12. forduló 1974. november 2. |

| Ferencváros | 1 – 1               | Tatabányai Bányász |
| ----------- | ------------------- | ------------------ |
| Máté 30'    | (1 – 1) Jegyzőkönyv | Arany 28'          |

| Üllői út, Budapest Nézőszám: 7 000 Játékvezető: Mohácsi Lajos (magyar) |

| 13. forduló 1974. november 16. |

| Ferencváros | 0 – 0               | Békéscsabai Előre Spartacus |
| ----------- | ------------------- | --------------------------- |
| Bálint 72′  | (0 – 0) Jegyzőkönyv | Zielbauer 65′               |

| Üllői út, Budapest Nézőszám: 20 000 Játékvezető: Nagy Béla (magyar) |

| 14. forduló 1974. november 23. |

| Zalaegerszegi TE | 0 – 3               | Ferencváros                      |
| ---------------- | ------------------- | -------------------------------- |
|                  | (0 – 3) Jegyzőkönyv | Nyilasi 14' Pusztai 35' Máté 38' |

| ZTE Stadion, Zalaegerszeg Nézőszám: 12 000 Játékvezető: Müncz György (magyar) |

| 15. forduló 1974. november 30. |

| Ferencváros                               | 3 – 0               | Vörös Meteor Egyetértés |
| ----------------------------------------- | ------------------- | ----------------------- |
| Pusztai 45' Szabó II. 66' Branikovits 88' | (1 – 0) Jegyzőkönyv |                         |

| Üllői út, Budapest Nézőszám: 10 000 Játékvezető: Szilvási József (magyar) |

- Az Egyetértés eredményeit törölték.

#### Tavaszi fordulók
| 16. forduló 1975. február 22. |

| Videoton    | 1 – 1               | Ferencváros     |
| ----------- | ------------------- | --------------- |
| Nagy II 76' | (0 – 1) Jegyzőkönyv | Branikovits 25' |

| Sóstói Stadion, Székesfehérvár Nézőszám: 15 000 Játékvezető: Palotai Károly (magyar) |

| 18. forduló 1975. március 8. |

| Ferencváros                                     | 4 – 2               | MTK–VM               |
| ----------------------------------------------- | ------------------- | -------------------- |
| Máté 10' Pusztai 36' Magyar 73' Branikovits 76' | (2 – 1) Jegyzőkönyv | Kovács 1' Becsei 84' |

| Népstadion, Budapest Nézőszám: 18 000 Játékvezető: Halász Mihály (magyar) |

| 19. forduló 1975. március 15. |

| Rába ETO       | 2 – 1               | Ferencváros |
| -------------- | ------------------- | ----------- |
| Glázer 55' 87' | (0 – 0) Jegyzőkönyv | Bálint 90'  |

| Győr Nézőszám: 12 000 Játékvezető: Marton László (magyar) |

| 20. forduló 1975. március 22. |

| Ferencváros                               | 4 – 1               | Salgótarjáni BTC |
| ----------------------------------------- | ------------------- | ---------------- |
| Bálint 3' 15' Pusztai 37' Branikovits 63' | (3 – 1) Jegyzőkönyv | Marcsok 14'      |

| Üllői út, Budapest Nézőszám: 15 000 Játékvezető: Somlai Lajos (magyar) |

| 21. forduló 1975. április 5. |

| Diósgyőr   | 1 – 1               | Ferencváros |
| ---------- | ------------------- | ----------- |
| Káplár 44' | (1 – 0) Jegyzőkönyv | Juhász 85'  |

| DVTK-stadion, Miskolc Nézőszám: 25 000 Játékvezető: Müncz György (magyar) |

| 22. forduló 1975. április 12. |

| Ferencváros | 1 – 0               | Haladás VSE |
| ----------- | ------------------- | ----------- |
| Bálint 26'  | (1 – 0) Jegyzőkönyv |             |

| Üllői út, Budapest Nézőszám: 15 000 Játékvezető: Halász Mihály (magyar) |

| 23. forduló 1975. április 19. |

| Budapesti Honvéd | 1 – 1               | Ferencváros |
| ---------------- | ------------------- | ----------- |
| Kozma 58'        | (0 – 0) Jegyzőkönyv | Magyar 73'  |

| Népstadion, Budapest Nézőszám: 45 000 Játékvezető: Petri Sándor (magyar) |

| 24. forduló 1975. április 26. |

| Ferencváros | 1 – 0               | Pécsi MSC |
| ----------- | ------------------- | --------- |
| Mucha 58'   | (0 – 0) Jegyzőkönyv |           |

| Üllői út, Budapest Nézőszám: 12 000 Játékvezető: Szávó János (magyar) |

| 25. forduló 1975. május 3. |

| Ferencváros | 1 – 1               | Zalaegerszegi TE |
| ----------- | ------------------- | ---------------- |
| Nyilasi 32' | (1 – 1) Jegyzőkönyv | Molnár 43'       |

| Üllői út, Budapest Nézőszám: 20 000 Játékvezető: Bana Antal (magyar) |

| 26. forduló 1975. május 10. |

| Békéscsabai Előre Spartacus | 1 – 0               | Ferencváros |
| --------------------------- | ------------------- | ----------- |
| Királyvári 72'              | (0 – 0) Jegyzőkönyv | Juhász 90′  |

| Kórház utcai stadion, Békéscsaba Nézőszám: 22 000 Játékvezető: Somlai Lajos (magyar) |

| 27. forduló 1975. május 17. |

| Újpesti Dózsa      | 2 – 2               | Ferencváros               |
| ------------------ | ------------------- | ------------------------- |
| Bene 6' Fekete 64' | (1 – 0) Jegyzőkönyv | Szabó II. 66' Nyilasi 72' |

| Népstadion, Budapest Nézőszám: 25 000 Játékvezető: Halász Mihály (magyar) |

| 28. forduló 1975. május 21. |

| Tatabányai Bányász  | 2 – 0               | Ferencváros |
| ------------------- | ------------------- | ----------- |
| Sallói 8' Hegyi 43' | (2 – 0) Jegyzőkönyv | Onhausz 63′ |

| Városi Stadion, Tatabánya Nézőszám: 8 000 Játékvezető: Palotai Károly (magyar) |

| 29. forduló 1975. május 24. |

| Csepel SC | 0 – 0               | Ferencváros |
| --------- | ------------------- | ----------- |
|           | (0 – 0) Jegyzőkönyv |             |

| Béke téri stadion, Budapest Nézőszám: 13 000 Játékvezető: Hámori László (magyar) |

| 30. forduló 1975. május 31. |

| Ferencváros               | 3 – 3               | Vasas                |
| ------------------------- | ------------------- | -------------------- |
| Nyilasi 7' Magyar 21' 43' | (3 – 1) Jegyzőkönyv | Gass 2' 47' Izsó 52' |

| Népstadion, Budapest Nézőszám: 23 000 Játékvezető: Petri Sándor (magyar) |

#### A bajnokság végeredménye
| #  | Csapat                      | J  | Gy | D  | V  | Rg | Kg | Gk  | P  | Megjegyzés                      |
| -- | --------------------------- | -- | -- | -- | -- | -- | -- | --- | -- | ------------------------------- |
| 1  | Újpesti Dózsa               | 28 | 20 | 5  | 3  | 71 | 33 | +38 | 45 | Bajnok, 1975-1976-os BEK        |
| 2  | Budapesti Honvéd            | 28 | 16 | 10 | 2  | 53 | 21 | +32 | 42 | 1975–1976-os UEFA-kupa          |
| 3  | Ferencváros                 | 28 | 10 | 13 | 5  | 45 | 29 | +16 | 33 | 1975–1976-os közép-európai kupa |
| 4  | Csepel                      | 28 | 12 | 7  | 9  | 34 | 28 | +6  | 31 |                                 |
| 5  | Videoton                    | 28 | 9  | 10 | 9  | 35 | 40 | -5  | 28 |                                 |
| 6  | Vasas SC                    | 28 | 10 | 7  | 11 | 43 | 46 | -3  | 27 | 1975–1976-os UEFA-kupa          |
| 7  | Zalaegerszeg TE             | 28 | 11 | 5  | 12 | 32 | 35 | -3  | 27 |                                 |
| 8  | Salgótarjáni BTC            | 28 | 10 | 6  | 12 | 33 | 42 | -9  | 26 |                                 |
| 9  | Rába ETO                    | 28 | 10 | 5  | 13 | 40 | 44 | -4  | 25 |                                 |
| 10 | MTK-VM                      | 28 | 9  | 7  | 12 | 33 | 39 | -6  | 25 |                                 |
| 11 | Diósgyőri VTK               | 28 | 7  | 11 | 10 | 26 | 37 | -11 | 25 |                                 |
| 12 | Tatabányai Bányász          | 28 | 9  | 5  | 14 | 28 | 40 | -12 | 23 |                                 |
| 13 | Haladás VSE                 | 28 | 8  | 6  | 14 | 28 | 44 | -16 | 22 | 1974–1975-ös KEK                |
| 14 | Békéscsabai Előre Spartacus | 28 | 6  | 9  | 13 | 24 | 33 | -9  | 21 |                                 |
| 15 | Pécsi MSC                   | 28 | 6  | 8  | 14 | 26 | 40 | -14 | 20 | Kiesett                         |

#### Eredmények összesítése
Az alábbi táblázatban összesítve szerepelnek a Ferencvárosi TC 1974/75-ös bajnokságban elért eredményei.
| Ősz/tavasz (forduló)    | Otthon | Otthon | Otthon | Otthon | Otthon | Otthon | Otthon | Idegenben | Idegenben | Idegenben | Idegenben | Idegenben | Idegenben | Idegenben |
| Ősz/tavasz (forduló)    | M      | GY     | D      | V      | LG–KG  | GK     | P      | M         | GY        | D         | V         | LG–KG     | GK        | P         |
| ----------------------- | ------ | ------ | ------ | ------ | ------ | ------ | ------ | --------- | --------- | --------- | --------- | --------- | --------- | --------- |
| Őszi szezon (1–15.)     | 8      | 3      | 3      | 2      | 16–11  | +5     | 9      | 6         | 3         | 3         | 0         | 9–1       | +8        | 9         |
| Tavaszi szezon (16–30.) | 6      | 4      | 2      | 0      | 14–7   | +7     | 10     | 8         | 0         | 5         | 3         | 6–10      | –4        | 5         |
| Összesen (1–30.)        | 14     | 7      | 5      | 2      | 30–18  | +12    | 19     | 14        | 3         | 8         | 3         | 15–11     | +4        | 14        |

### Magyar kupa
| 1974. november 20. |

| Bp. Vasas Izzó | 1 – 1       | Ferencváros |
| -------------- | ----------- | ----------- |
|                | Jegyzőkönyv | Nyilasi     |

| Budapest |

- Tizenegyesekkel (4 – 3) a Bp. Vasas Izzó jutott tovább.

### Felszabadulás kupa
| 1974. augusztus 14. |

| Cinkotai Auras | 0 – 8       | Ferencváros                                |
| -------------- | ----------- | ------------------------------------------ |
|                | Jegyzőkönyv | Máté Branikovits Pusztai Nyilasi Szabó II. |

| Budapest |

| 1974. november 13. |

| Sashalmi Elektronikus | 1 – 6       | Ferencváros                        |
| --------------------- | ----------- | ---------------------------------- |
|                       | Jegyzőkönyv | Kelemen Máté Mucha Pusztai Nyilasi |

| Budapest |

| 1974. november 27. |

| ERDÉRT MEDOSZ | 0 – 5       | Ferencváros                                 |
| ------------- | ----------- | ------------------------------------------- |
|               | Jegyzőkönyv | Pusztai Nyilasi Kelemen Megyesi Branikovits |

| Budapest |

| 1974. december 7. |

| Ganz–Mávag | 0 – 5       | Ferencváros                   |
| ---------- | ----------- | ----------------------------- |
|            | Jegyzőkönyv | Szabó II. Branikovits Kelemen |

| Budapest |

| 1975. március 12. |

| Miskolci VSC | 1 – 1       | Ferencváros |
| ------------ | ----------- | ----------- |
|              | Jegyzőkönyv | Máté        |

| Kubik, Miskolc |

- Tizenegyesekkel (5 – 4) a Miskolci VSC jutott tovább.

### Egyéb mérkőzések
| 1974. július 30. |

| Videoton | 3 – 1       | Ferencváros |
| -------- | ----------- | ----------- |
|          | Jegyzőkönyv | Juhász      |

| Népstadion, Budapest |

| 1974. augusztus 10. |

| Ferencváros                            | 5 – 0       | Telstar |
| -------------------------------------- | ----------- | ------- |
| Pusztai Nyilasi Máté Szabó II. Kelemen | Jegyzőkönyv |         |

| Üllői út, Budapest |

| 1974. augusztus 11. |

| Ferencváros  | 2 – 0       | Celta Vigo |
| ------------ | ----------- | ---------- |
| Máté Pusztai | Jegyzőkönyv |            |

| Üllői út, Budapest |

| 1974. augusztus 19. |

| Ferencváros                   | 4 – 0       | Pirin Blagoevgrad |
| ----------------------------- | ----------- | ----------------- |
| Nyilasi Branikovits Szabó II. | Jegyzőkönyv |                   |

| Népstadion, Budapest |

| 1974. augusztus 20. |

| Ferencváros    | 2 – 4       | Borussia Mönchengladbach |
| -------------- | ----------- | ------------------------ |
| Máté Szabó II. | Jegyzőkönyv |                          |

| Népstadion, Budapest |

| 1974. augusztus 24. |

| Ruch Chorzów | 4 – 3       | Ferencváros            |
| ------------ | ----------- | ---------------------- |
|              | Jegyzőkönyv | Pusztai Kelemen Bálint |

| Casablanca |

| 1974. augusztus 25. |

| Raja Beni Mellal | 1 – 5       | Ferencváros                               |
| ---------------- | ----------- | ----------------------------------------- |
|                  | Jegyzőkönyv | Kelemen Szabó II. Máté Bálint Branikovits |

| Casablanca |

| 1974. december 11. |

| Vörös Meteor Egyetértés | 1 – 3       | Ferencváros       |
| ----------------------- | ----------- | ----------------- |
|                         | Jegyzőkönyv | Szabó II. Nyilasi |

| Budapest |

| 1974. december 14. |

| Békéscsabai Előre Spartacus | 1 – 1 | Ferencváros |
| --------------------------- | ----- | ----------- |
|                             |       | Kelemen     |

| Kórház utcai stadion, Békéscsaba |

- Tizenegyesekkel (4 – 3) a Békéscsaba nyert.

| 1974. december 18. |

| Haladás VSE | 3 – 0       | Ferencváros |
| ----------- | ----------- | ----------- |
|             | Jegyzőkönyv |             |

| Rohonci úti stadion, Szombathely |

| 1975. június 7. |

| Ferencváros | 1 – 1       | Vojvodina |
| ----------- | ----------- | --------- |
| Albert      | Jegyzőkönyv |           |

| Üllői út, Budapest |